# Jenna Talackova
Jenna Talackova est une mannequine canadienne. Elle a particulièrement attiré l'attention des médias en 2012 lorsqu'elle a remporté une bataille juridique, afin d'être autorisée à participer au concours Miss Univers Canada, après avoir été initialement disqualifiée du fait qu'elle est une personne transgenre,.
Elle est aussi connue pour avoir participé à une émission de téléréalité basée autour de sa vie nommée Brave New Girls (en), filmée au cours de l'été 2013 lorsqu'elle déménagea à Toronto pour poursuivre une carrière en tant que mannequin. L'émission a été diffusée pour la première fois sur E! en janvier 2014.